# Canals, Tarn-et-Garonne

Canals este o comună în departamentul Tarn-et-Garonne din sudul Franței. În 2009 avea o populație de 645 de locuitori.

## Monumente

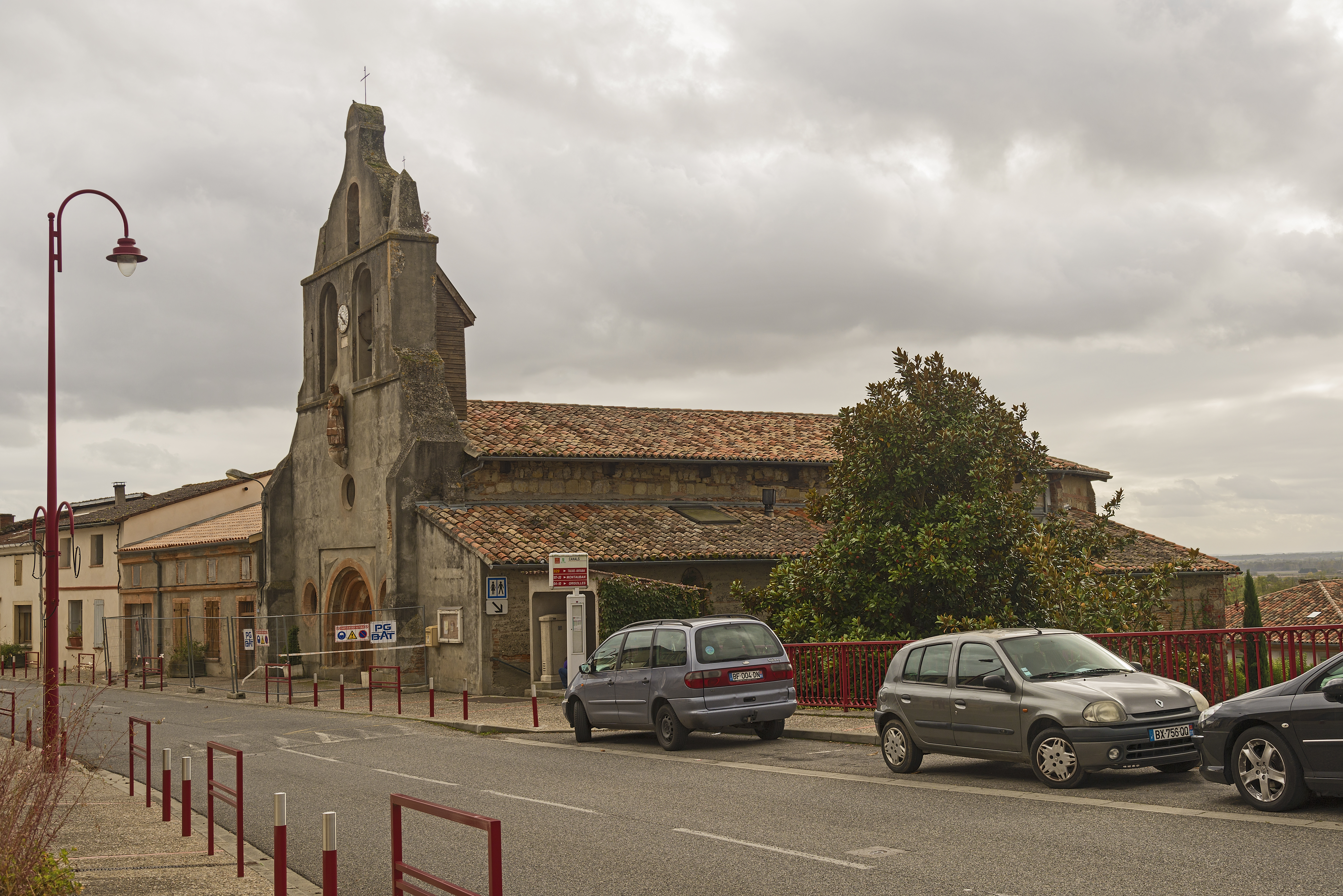
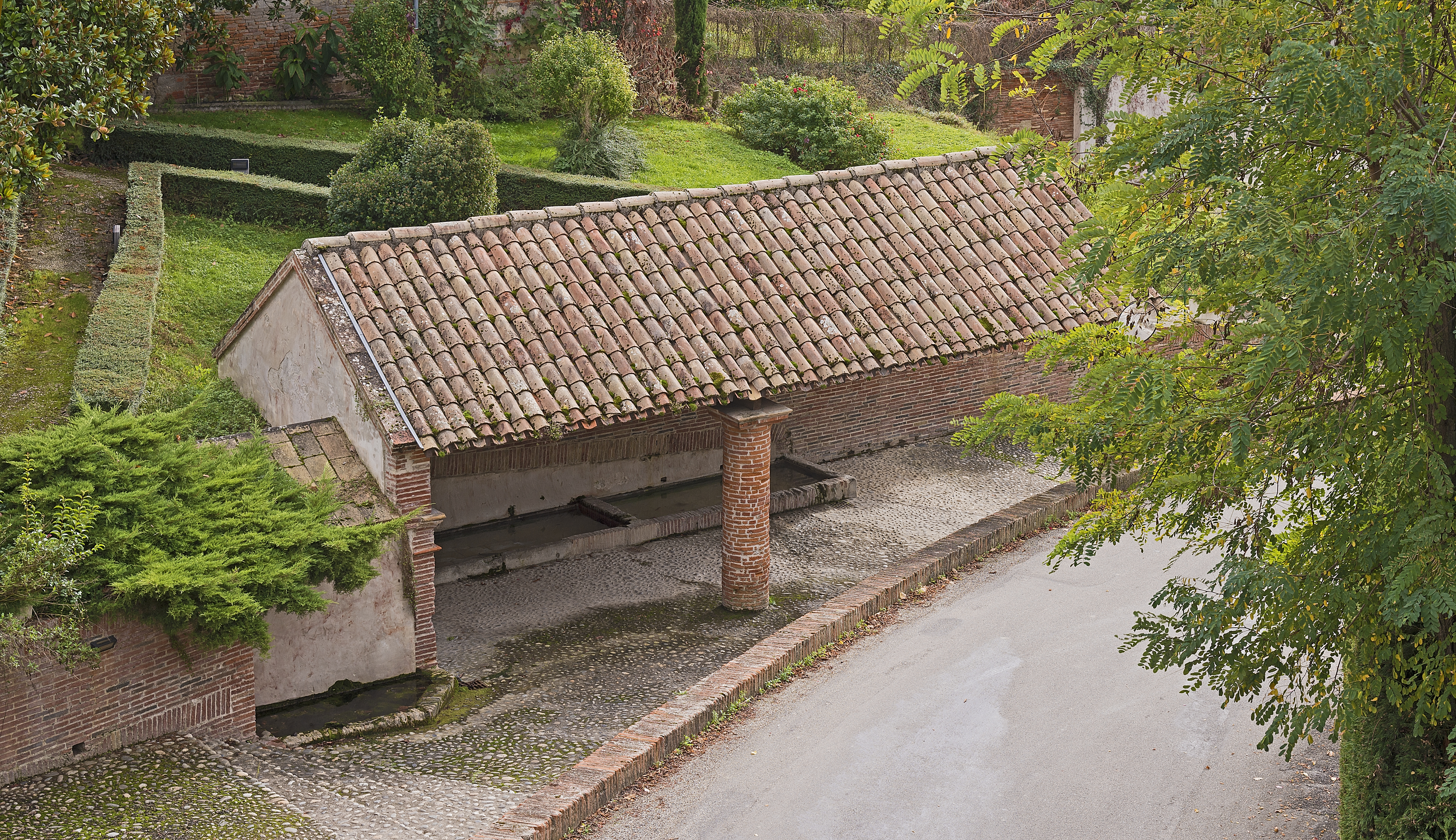

## Evoluția populației
| An        | 1975 | 1982 | 1990 | 1999 | 2006 | 2009 |
| --------- | ---- | ---- | ---- | ---- | ---- | ---- |
| Populație | 391  | 417  | 467  | 537  | 609  | 645  |